# Cecily von Ziegesar
Cecily von Ziegesar (New York, 1970. június 27. –) amerikai ifjúsági regényíró. Népszerűségét főleg a Gossip Girl című könyvnek köszönheti, melyet Magyarországon: Bad Girl címen adtak ki. A könyvből készült televíziós sorozatot Gossip Girl – A pletykafészek címen sugározták.

## Élete
Egy gazdag connecticuti családba született, de Manhattanben nőtt fel. A The Nightingale-Bamfordba járt, majd ott is érettségizett. Ez egy tekintélyes magániskola, csak lányoknak, az Upper East Side-on. Ebbe az elit intézménybe járás arra késztette Cecilyt, hogy minden reggel hatkor keljen és vonattal ingázzon a lakhelye és a Grand Central között, hogy beérjen az iskolába. Nightingale-i érettségi után a Colby College-ra járt. Ezután egy évet töltött Budapesten, miközben egy helyi rádióállomásért dolgozott. Hamarosan visszatért az Amerikai Egyesült Államokba, hogy az Arizónai Egyetemen szépirodalmat tanuljon.
New Yorkban talált egy munkát az Alloy Entertainmentnél (ez egy könyv csomagoló cég), ahol ihletet kapott, hogy létrehozza a Gossip Girl sorozatot.
A Gossip Girl sorozatok bemutatják a tökéletes tizenéves életet. A sorozat 2002-ben a New York Times Best-Sellers lista élén állt. 2007-ben televíziós sorozat készült belőle.

## Könyvei
Sorozat: Bad Girl
- Bad Girl (Gossip Girl) Ulpius-ház Könyvkiadó, Budapest 2007
- Imádom, ha utáltok (You know you love me) Ulpius-ház Könyvkiadó, Budapest 2007
- Mindent akarok, de azonnal! (All I want is everything) Ulpius-ház Könyvkiadó, Budapest 2007
- Megérdemlem (Because I'm worth it) Ulpius-ház Könyvkiadó, Budapest
- Szeress, és ne dumálj! (I like it like that) Ulpius-ház Könyvkiadó, Budapest
- Te vagy, aki kell (You're the one that I want) Ulpius-ház Könyvkiadó, Budapest 2008
- Te vagy a legjobb (Nobody does it better) Ulpius-ház Könyvkiadó, Budapest 2009
- Szakíts, ha bírsz! (Nothing Can Keep Us Together) Ulpius-ház Könyvkiadó, 2009
- Menthetetlen Széthullunk (Only in your dreams) Ulpius-ház Könyvkiadó, 2011
- Would I Lie To You – még nem jelent meg Magyarországon
- Don't You Forget About Me – még nem jelent meg Magyarországon
- It Had to Be You – még nem jelent meg Magyarországon
- I Will Always Love You – még nem jelent meg Magyarországon

Sorozat: Hot Girl
- Hot Girl (The It Girl 1.)
- Botrányos csajok (Notorious – An It Girl Novel)
- Reckless (An It Girl Novel) – még nem jelent meg Magyarországon
- Unforgettable (An It Girl Novel) – még nem jelent meg Magyarországon
- Lucky (An It Girl Novel) – még nem jelent meg Magyarországon
- Tempted (An It Girl Novel) – még nem jelent meg Magyarországon
- Infamous (An It Girl Novel) – még nem jelent meg Magyarországon
- Adored (An It Girl Novel) – még nem jelent meg Magyarországon
- Devious (An It Girl Novel) – még nem jelent meg Magyarországon
- Classic – még nem jelent meg

Sorozat : Gossip Girl : The Carlyles (írta: Annabelle Vestry)
- Gossip Girl: The Carlyles – még nem jelent meg Magyarországon
- You Just Can't Get Enough – még nem jelent meg Magyarországon
- Take A Chance On Me – még nem jelent meg Magyarországon
- Love the One You're With – még nem jelent meg Magyarországon

## Magyarul
- S visszatér; ford. Németi Anita; Bona, Debrecen, 2004 (Pletykás csajok klubja)
  - (Bad girl címen is)
- Bad girl; Ulpius-ház, Bp., 2007–2009
  - 1. Bad girl; ford. Németi Anita; 2007
    - (S visszatér címen is)

  - 2. Imádom, ha utáltok; ford. Németi Anita; 2007
  - 3. Mindent akarok, de azonnal!; ford. Szeredás Lőrinc; 2007
  - 4. Megérdemlem!; ford. Szeredás Lőrinc; 2008
  - 5. Szeress, és ne dumálj!; ford. Szeredás Lőrinc; 2008
  - 6. Te vagy, aki kell; ford. Szeredás Lőrinc; 2008
  - 7. Te vagy a legjobb; ford. Szeredás Lőrinc; 2009
- Hot girl; ford. Bartók Júlia; Ulpius-ház, Bp., 2008
- Menthetetlen széthullunk. Gossip girl 8.; ford. Szeredás Lőrinc; Ulpius-ház, Bp., 2011